# Linea 2 (metropolitana di San Paolo)
La Linea 2–Verde (Linha 2–Verde in portoghese) è una delle sei linee che formano la rete della metropolitana di San Paolo. Collega la città da ovest, con capolinea Vila Madalena, a sud-est, attestandosi al capolinea di Vila Prudente.
La linea è anche chiamata Linea Paulista, perché parte del suo tracciato corre sotto l'Avenida Paulista, uno delle principali arterie di San Paolo. Nonostante sia stata la seconda linea ad essere progettata fu la terza ad essere costruita: la seconda ad essere completata fu in realtà la linea 3 (rossa).

## Storia
La linea è stata aperta il 25 gennaio 1991. Il primo tratto era lungo 2,9 chilometri e disponeva di quattro stazioni. Con questa linea il sistema metropolitano è stato esteso per includere un'area di primaria importanza del centro di San Paolo, con una grande concentrazione di istituzioni finanziarie, ospedali, scuole, alberghi, consolati, uffici della radio e della televisione di stato, teatri e musei. L'anno successivo furono aperte le stazioni Ana Rosa e Clínicas, aumentando la linea a 4,7 chilometri. Nel 1998 sono state completate due nuove stazioni (Vila Madalena e Santuário Nossa Senhora de Fátima-Sumaré), aggiungendo così un ulteriore tratto di 2,3 chilometri.
Il 30 marzo 2006 l'allora governatore Geraldo Alckmin nel suo ultimo giorno di mandato ha aperto la stazione Santos-Imigrantes. Poco dopo, il 9 maggio successivo, la stazione di Chácara Klabin è stata formalmente aperta dall'ex governatore Cláudio Lembo, completando così il tratto di 2,9 chilometri tra Ana Rosa e Santos-Imigrantes, per un totale di 9,9 chilometri di lunghezza complessiva.
Il 30 giugno 2007 il governatore José Serra ha aperto la stazione Alto do Ipiranga, situata all'incrocio tra Avenida Dr. Gentil de Moura e Rua Visconde de Piraja, portando la rete metropolitana di San Paolo a una lunghezza totale di 61 chilometri, con una previsione di domanda passeggeri sulla Linea 2 di 370.000 persone al giorno. Serra ha poi pubblicato un decreto e un'autorizzazione per estendere la linea a Vila Prudente, aggiungendo le stazioni di Sacomã, Tamanduateí e Vila Prudente.
Il 10 maggio 2007, durante la visita di Benedetto XVI a San Paolo, la Linea 2 ha avuto la più alta richiesta della sua storia fino ad allora, trasportando 370.226 passeggeri. Durante il fine settimana del 17-18 maggio 2008 la linea 2 è stata temporaneamente chiusa tra le stazioni Clínicas e Consolação per consentire l'uso di una macchina per la perforazione di gallerie a soli sette metri sotto il livello del tunnel utilizzato per il progetto di estensione della linea 4. L'attuale record di passeggeri trasportati dalla linea è stato il 7 maggio 2008, con 428.056 passeggeri.
Il 28 marzo 2009 è entrato in funzione il primo dei sedici nuovi treni per l'inaugurazione della tratta Sacomã-Vila Prudente. Il 10 gennaio 2010 è stata aperta al pubblico la stazione di Sacomã, inizialmente in funzione solo dalle 10:30 alle 15:00 e poi dal 22, dalle 10:00 alle 16:00. Infine, il 30 di quel mese, è stato completamente aperto al pubblico. Sebbene il progetto di estensione della Linea 2 sia stato l'unico a ricevere l'intero importo nel 2009, il programma è stato ritardato: l'apertura delle stazioni Tamanduateí e Vila Prudente originariamente prevista per marzo 2010 è stata infatti posticipata. Il 18 agosto è stato annunciato che l'apertura della stazione di Vila Prudente sarebbe avvenuta solo tre giorni dopo. Il 21 settembre è stata aperta la stazione di Tamanduateí.